# Raedersdorf
Raedersdorf (deutsch Rädersdorf) ist eine französische Gemeinde mit 481 Einwohnern (Stand 1. Januar 2022) im Département Haut-Rhin in der Europäischen Gebietskörperschaft Elsass und in der Region Grand Est. Sie gehört zum Arrondissement Altkirch, zum Kanton Altkirch und zum Gemeindeverband Sundgau.

## Geografie
Die Gemeinde Raedersdorf liegt am Rande des Jura, im äußersten Süden des Elsass. Der Dorfkern erstreckt sich beiderseits der oberen Ill. Das nördliche und das südliche Drittel der Gemeindefläche ist von Wald bedeckt. Bei Raedersdorf tritt die Ill aus dem Faltenjura aus, um kurz darauf im Tertiärbecken von Oltingen ihre Laufrichtung nach Westen hin zu ändern.
Nachbargemeinden von Raedersdorf sind Bouxwiller im Norden, Oltingue im Nordosten, Lutter im Südosten, Kiffis im Süden sowie Sondersdorf im Westen.

## Geschichte
Ersterwähnung 1184 in der romanischen Form Raiscort, 1324 als Redirstorf.
Bei Raedersdorf wurden Überreste einer jungsteinzeitlichen Station entdeckt, Zeugnisse der Endphase des Neolithikums (Glockenbecherkultur), ebenso Relikte der Mittleren Steinzeit. 1830 fand man in einem Steinbruch auf der Gemarkung Fossilien von Schuppentieren, Meeresschildkröten und das gut erhaltene Skelett eines Meeressäugers.
Bis 1324 gehörte der Ort zur Grafschaft Pfirt (Herrschaft Altkirch) und kam dann durch die Heirat der Johanna von Pfirt mit Herzog Albrecht II. von Österreich an Habsburg. Im Westfälischen Frieden 1648 ging der Ort mit dem ganzen elsässischen Besitz der Habsburger an die französische Krone. Die Pfirter besaßen im Ort einen Fronhof. Der Herrenhof des Basler Bischofs wurde 1445 von den Solothurnern zerstört.
Von 1871 bis zum Ende des Ersten Weltkrieges gehörte Rädersdorf als Teil des Reichslandes Elsaß-Lothringen zum Deutschen Reich und war dem Kreis Altkirch im Bezirk Oberelsaß zugeordnet.
Auf der Gemarkung befand sich die abgegangene Siedlung Brunn, die sich um die Wallfahrtskirche Mariabrunn (siehe unten: Sehenswürdigkeiten) gruppierte. Nach der Zerstörung der Wallfahrtskapelle verfiel der Ort.

### Bevölkerungsentwicklung
| Jahr      | 1910 | 1962 | 1968 | 1975 | 1982 | 1990 | 1999 | 2007 | 2018 |
| --------- | ---- | ---- | ---- | ---- | ---- | ---- | ---- | ---- | ---- |
| Einwohner | 342  | 396  | 409  | 420  | 441  | 491  | 505  | 501  | 514  |

## Sehenswürdigkeiten
- Kirche St. Stephanus (Saint-Étienne). Patronat und Kollatur hatten ursprünglich die Grafen von Pfirt inne, später die Zisterzienserabtei Lützel. Von der mittelalterlichen Kirche sind nur die drei unteren Turmgeschosse erhalten, die oberen Geschosse mit einem auf geschweiften Konsolen ruhenden umlaufenden Balkon wurden 1839 aufgesetzt. Schiff und Chor von 1807. Das Barockportal von 1699 stammt von der Kirche der Abtei Lützel, ebenso das Chorgestühl (1730) und der Orgelprospekt. Der klassizistische Stuck um 1810.
- Kapelle Mariabrunn: Die seit dem 15. Jahrhundert in den Urkunden erscheinende Kapelle Mariabrunn geht auf eine alte Marienwallfahrt zurück. Sie befindet sich an der Stelle des im 18. Jahrhundert abgegangenen Weilers Brunn. Die in der Revolution zerstörte Kapelle wurde 1858 durch das jetzige Bauwerk ersetzt. Ab 1745 wurde die Wallfahrt vom Franziskanerkloster Luppach betreut, später von der Pfarrei Wolschwiller. Der Hauptaltar, eine Neu-Rokoko-Kreation (1912),  enthält ein barockes Gemälde von 1757 und das Gnadenbild Maria mit Kind aus der zweiten Hälfte des 15. Jahrhunderts.

Siehe auch Liste der Monuments historiques in Raedersdorf
|  |  |

## Persönlichkeiten
- Friedrich Möhring (1888–1959), deutscher SA-Führer